# Convención Alpina

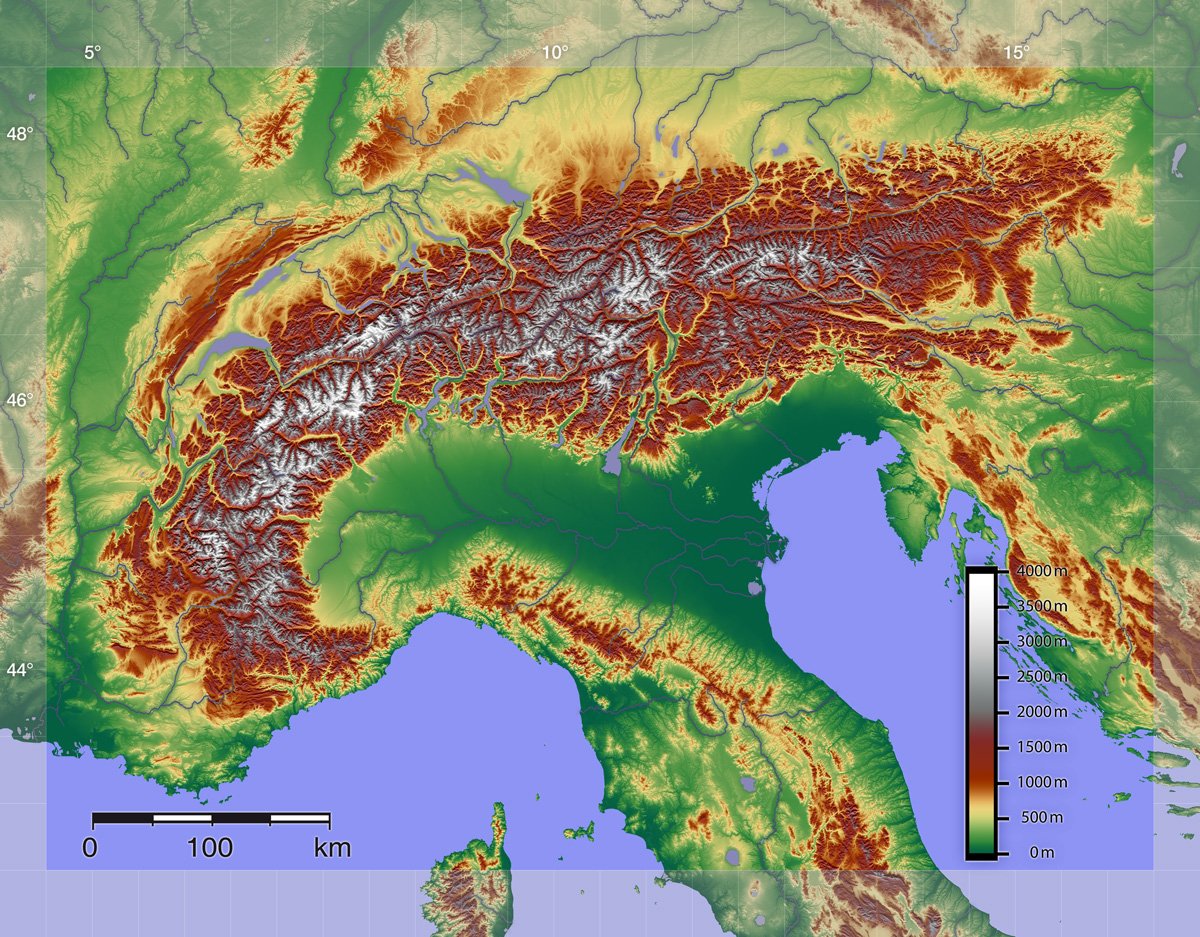
Alpine arco

La Convención Alpina es un tratado territorial internacional para el desarrollo sostenible de los Alpes. El objetivo del tratado es proteger el entorno natural de los Alpes al tiempo que promover su desarrollo. Este acuerdo marco implica a la Unión Europea y a ocho estados (Austria, Alemania, Francia, Italia, Liechtenstein, Mónaco, Eslovenia y Suiza). El proyecto consiste en un acuerdo marco, varios protocolos de implementación y declaraciones; se abrió para su firma en 1991 y entró en vigor en 1995, contribuyendo a reforzar el reconocimiento de una serie de cualidades especiales y unas características específicas de los Alpes, más allá de límites nacionales y buscando la acción internacional..

## Área
El área geográfica de la Convención Alpina cubre 190.959 km² o 73.730 mi2 (millas), abarcando 5.867 municipios (según datos de enero de 2008). La cordillera alpina, según se define en la Convención Alpina, se extiende a lo largo de 1.200 km o 746 millas a través de ocho estados, y alcanza una anchura máxima de 300 km o 186 millas entre Baviera y el norte de Italia. También están incluidos los territorios completos de Mónaco y Liechtenstein. Austria e Italia, juntas, representan más del 55% del área de la Convención. Con Francia, estos tres estados cubren las tres cuartas partes de la superficie total del territorio de la Convención Alpina. En 2007 la población total de esta área se aproximaba a los 14 millones de habitantes. Este territorio es de gran importancia, no solo para las poblaciones que viven en la región alpina, sino también para los habitantes de otras regiones limítrofes.
El acuerdo marco establece los principios básicos de todas las actividades de la Convención Alpina y propone medidas generales para el desarrollo sostenible de la región alpina. Así, reconoce los Alpes como un área única y común que necesita garantizar, de forma coordinada, las políticas de desarrollo y conservación. El objetivo es desarrollar la herencia común de los Alpes y conservarla para futuras generaciones mediante la cooperación transnacional, implicando tanto a países como a autoridades locales, así como a la comunidad científica, el sector privado y la sociedad civil.

## Protocolos y declaraciones
Los protocolos de la Convención Alpina incluyen medidas específicas para implementar los principios que rigen el acuerdo marco de la Convención. En los protocolos se establecen pasos concretos para la protección y el desarrollo sostenible de los Alpes. Ya existen ocho protocolos temáticos: planificación especial y desarrollo sostenible; conservación de la naturaleza y el campo; agricultura de montaña; bosques de montaña; turismo, energía, conservación del suelo y transporte. Además de los protocolos, en noviembre de 2006 se adoptaron dos declaraciones ministeriales sobre temas específicos: Declaración sobre la Población y la Cultura y Declaración sobre el Cambio Climático. Ambas dieron lugar a un plan de acción en 2009.

## Instituciones
La Conferencia Alpina es el órgano decisorio de la Convención Alpina y está compuesta por los ministerios de los estados alpinos. Las reuniones de la Conferencia se celebran normalmente cada dos años en el estado miembro que ostenta la presidencia de la Convención (un estado ostenta la presidencia durante dos años). Las Naciones Unidas, sus agencias especializadas, el Consejo de Europa y todos los países europeos pueden asistir a las reuniones como observadores. Lo mismo sucede para las asociaciones transfronterizas de autoridades territoriales alpinas. Además, relevantes organizaciones no gubernamentales también pueden ser admitidas como observadoras. Las decisiones se adoptan por consenso. Por otra parte, se pueden establecer grupos de trabajo y plataformas si se consideran necesarias para la implementación de la Convención, siempre según criterios basados en información científica.
Las lenguas oficiales de la Conferencia Alpina son francés, alemán, italiano y esloveno, al igual que en los grupos de trabajo y en el comité permanente. La página web de la Convención Alpina está completamente traducida al inglés.